# 153 km (przystanek kolejowy w obwodzie briańskim)
153 km (ros. 153 км) – przystanek kolejowy w miejscowości Robczik, w rejonie unieckim, w obwodzie briańskim, w Rosji. Położony jest na linii Briańsk - Homel.